# Хантер (остров, Тасмания)
Хантер (англ. Hunter Island) — остров у западной части северного побережья острова Тасмания (Австралия), входит в состав штата Тасмания. Площадь острова — 71 км².

## География

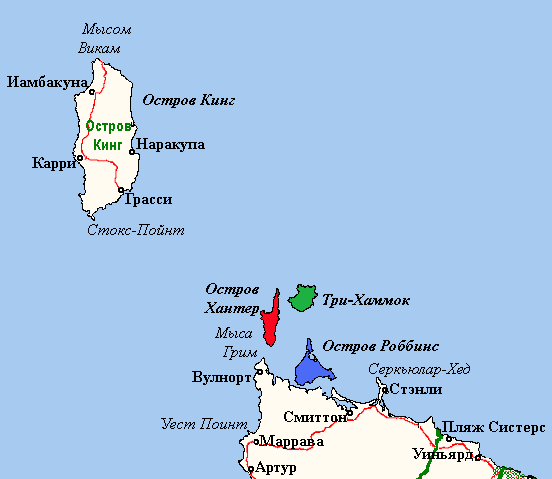
Острова на северо-западе Тасмании (остров Хантер выделен красным цветом)

Остров Хантер находится у северо-западного побережья Тасмании. Он принадлежит к так называемой «группе островов Хантер» (Hunter Island Group), к которой, помимо него самого́, также причисляют острова Три-Хаммок (Three Hummock Island), Роббинс (Robbins Island), Стип (Steep Island), Бёрд (Bird Island), Стэк (Stack Island), Нэрс-Рокс (Nares Rocks) и другие. Иногда группу островов, к которой принадлежит остров Хантер, называют островами Флоро (Fleurieu Group).
С севера на юг протяжённость острова составляет 24 км, в то время как ширина острова с запада на восток колеблется от 0,5 до 6 км.
Высшая точка острова — холм Чейз-Хилл (Chase Hill) высотой 90 м.
Остров Хантер отделён от мыса Грим (Cape Grim) — северо-западной оконечности острова Тасмания — неглубоким проливом Хантер (Hunter Passage) шириной около 6 км, а от соседнего острова Три-Хаммок — проливом Хоп (Hope Channel) шириной около 5 км.

## История
Археологические раскопки в пещере Кейв-Бей (англ. Cave Bay Cave), расположенной на острове Хантер, показали, что люди населяли эти места 23 000 лет назад.
Первыми европейцами, открывшими этот остров, были английские мореплаватели Мэтью Флиндерс и Джордж Басс в 1798 году. Первоначально остров получил имя Баррен (Barren Island или Barren Isle — можно перевести как «бесплодный, пустынный остров»). Впоследствии он был переименован в остров Хантер, в честь Джона Хантера, губернатора Нового Южного Уэльса в 1795—1800 годах.
В начале XIX века на острове жили охотники на тюленей, а затем арендаторы пастбищных земель, сменявшие друг друга в течение долгого времени.